# Matija Ljubek
Matija Ljubek, född den 22 november 1953 i Belišće, Kroatien, död 11 oktober 2000 i Valpovo, Kroatien, var en jugoslavisk kanotist.
Han tog OS-guld i C-1 1000 meter och OS-brons i C-1 500 meter i samband med de olympiska kanottävlingarna 1976 i Montréal.
Han tog därefter OS-guld i C-2 500 meter och OS-silver i C-2 1000 meter i samband med de olympiska kanottävlingarna 1984 i Los Angeles.